# توت کلان
توت کلان (به انگلیسی: Tut Kalan) یک منطقهٔ مسکونی در هند است که در پنجاب (هند) واقع شده‌است.